# Cumbres III
Cumbres III es una localidad del estado mexicano de Aguascalientes. Es parte del municipio de Aguascalientes.

## Demografía
| Censo | Población |
| ----- | --------- |
| 1995  | 462       |
| 2000  | 770       |
| 2005  | 618       |
| 2010  | 1 337     |
| 2020  | 2 871     |